# Jacqueline Nesti Joseph

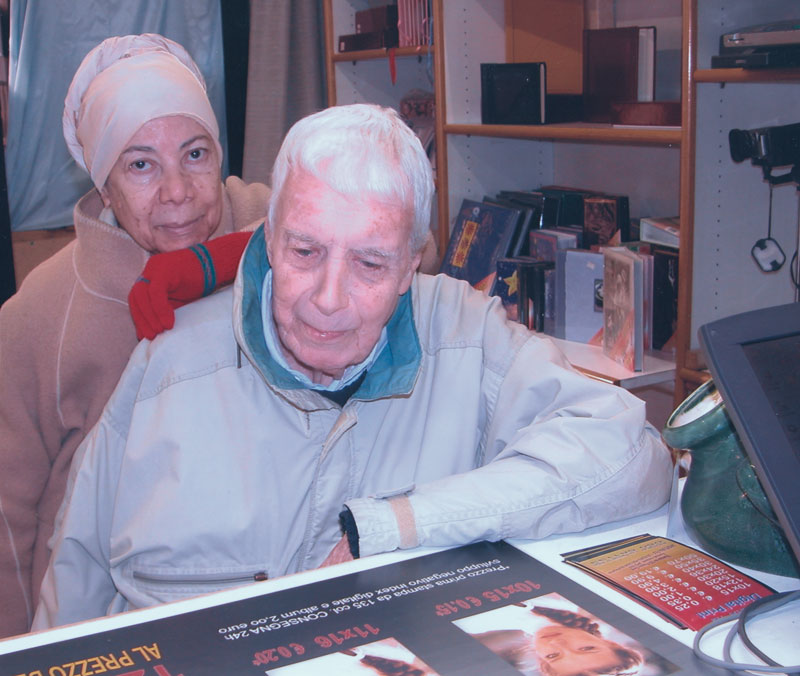
Jacqueline Joseph con su marido Victor Nesti, 2009

Jacqueline Nesti Joseph (Puerto Príncipe, 1932) es una pintora naïve haitiana.

## Biografía
A muy joven edad, Joseph se instaló en París para completar sus estudios. Gracias a Clude Perset y un pupilo de Georges Braque se asentó en Francia y conoció a artistas de renombre como Manfredo Borsi, André Verdet, Jacques Prévert, Pablo Picasso o Marc Chagall.
En 1955, viajó por México y conoció a Diego Rivera, quien se convirtió en su amigo y mentor. Volvió a Haití y luego volvió a Europa, y se casó con el artista londinense Victor Nesti. La pareja se mudó a Pisa en 1972, Victor falleció en 2008.